# Bromodomen
Bromodomen je proteinski domen koji prepoznaje acetilisane lizinske ostatke kao što su oni na N-terminalnim krajevima histona. Ovo prepoznavanje je često prerekvizit za protein-histon asocijaciju i hromatinsko remodelovanje. Ovaj domen poprima sve-α proteinski nabor, svežanj četiri alfa heliksa.

## Otkriće
Bromodomen je identifikovao kao novi strukturni motiv Džon Tamkun sa saradnicima u tokin studiranja brm gena. Oni su ukazali na sličnost sekvence sa genima koji učestvuju u transkripcionoj aktivaciji.

## Literatura
1. 1 2  : 1e6i; Owen DJ, Ornaghi P, Yang JC, Lowe N, Evans PR, Ballario P, Neuhaus D, Filetici P, Travers AA (2000). „The structural basis for the recognition of acetylated histone H4 by the bromodomain of histone acetyltransferase gcn5p”. EMBO J. 19 (22): 6141—9. PMC 305837 . PMID 11080160. doi:10.1093/emboj/19.22.6141.
2. ↑  Zeng L; Ming-Ming Zhou (2002). „Bromodomain: an acetyl-lysine binding domain”. FEBS Lett. 513 (1): 124—8. PMID 11911891. doi:10.1016/S0014-5793(01)03309-9.
3. ↑  Tamkun JW, Deuring R, Scott MP, Kissinger M, Pattatucci AM, Kaufman TC, Kennison JA (1992). „brahma: a regulator of Drosophila homeotic genes structurally related to the yeast transcriptional activator SNF2/SWI2”. Cell. 68 (3): 561—72. PMID 1346755. doi:10.1016/0092-8674(92)90191-E.